# La Candelaria megye
La Candelaria egy megye Argentína északnyugati részén, Salta tartományban. Székhelye La Candelaria.

## Népesség
A megye népessége a közelmúltban a következőképpen változott:
| Év   | Lakosság |
| ---- | -------- |
| 2001 | 5278     |
| 2010 | 5704     |